# Лондон після опівночі (фільм, 1927)
«Лондон після опівночі» (англ. London After Midnight) — американський німий художній фільм режисера Тода Бровнінга, детектив з елементами фільму жахів.

## Сюжет
Інспектор поліції Едмунд Берк розслідує дивну смерть власника старовинного замку. Виглядає все так, ніби сер Роджер Бальфур заподіяв собі смерть. Зрештою, Берк закриває справу.
Через кілька років спадкоємці замку Бальфур знову викликають інспектора — в замку ночами стали з'являтися таємничі фігури — висока бліда жінка і зловісного виду тип в високому капелюсі і акулячими зубами. Почавши розслідування, інспектор виявляє, що тіло Роджера Бальфура зникло з гробниці. А незабаром з'являються свідки, які стверджують, що бачили в замку живого сера Бальфура.
Наляканий цими чутками і думками про те, що його дядько став вампіром, спадкоємець маєтку сер Джеймс погоджується допомогти інспектору в розслідуванні. У замку він зустрічає зловісного незнайомця, який гіпнозує його. Під гіпнозом сер Джеймс в точності повторює ті дії, які він скоїв у ніч смерті сера Роджера — а саме вбивство свого дядька. Виявляється, появу таємничих особистостей підлаштував інспектор: він найняв акторів, які повинні були зображати вампірів, і завдяки їм заманив сера Джеймса в пастку.

## У ролях
- Лон Чейні — Едмунд Берк
- Марселін Дей — Люсіль Бальфур
- Генрі Волтголл — сір Джеймс Гемлін
- Персі Вільямс — Вільямс
- Конрад Нейджел — Артур Ґіббз
- Поллі Моран — Міс Смітсон
- Една Тіченор — Луна
- Клод Кінг — Роджер Бальфур
- Енді Макленнан — помічник Луни
- Аллан Каван — консультант з нерухомості
- Жуль Коулз — Галлаґер

## Цікаві факти
- Для створення образу «гіпнотизера» Лон Чейні використовував два зубних протеза — зі справжніх акулячих зубів і дерев'яний. Ці пристрої було практично неможливо носити довше 10-15 хвилин, тому як від них зводило щелепи, у зв'язку з чим на знімальному майданчику постійно чергував лікар.
- Фільм Тода Бровнінґа «Знак вампіра» (Mark of the Vampire, 1935) є авторським звуковим ремейком «Лондона після опівночі».
- Фільм вважається втраченим. Остання відома його копія повністю загинула під час пожежі в фільмосховищі студії Metro-Goldwyn-Mayer в 1967 році.
- Існує фотореконструкція цього фільму за збереженими кадрами і сценарієм, яку зробив для показу по телебаченню у 2002 році режисер Рік Шмідлін. Реконструкція доступна також як додаток до DVD-видання колекції фільмів Лона Чейні.
- Зберігся 9-й секундний фрагмент фільму з Лоном Чейні.[2]

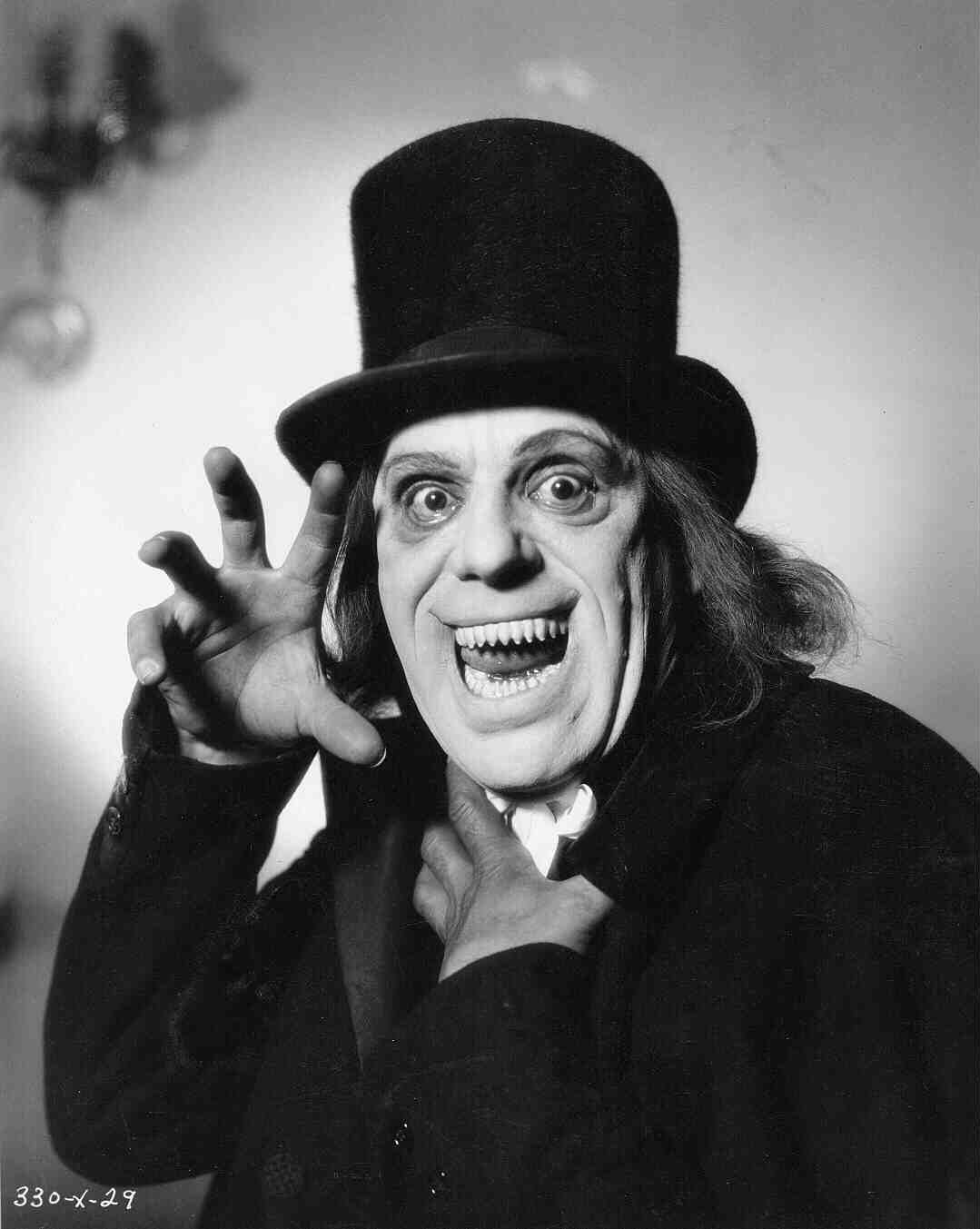
Лон Чейні в образі вампіра з фільму «Лондон після опівночі» (1927)

- Робочою назвою цього фільму був «Гіпнотизер» (The Hypnotist) , що також було назвою оригінальної історії Тода Браунінга.[3]

- Страшна істота в «Бабадук» (2014) натхненна образом головного героя цього фільму.
- Попри те, що фільм вважається втраченим, його все ще намагаються віднайти. «Лондон після півночі» — цілком можливо, найпопулярніший загублений фільм в Америці.
- Погляд, створений Лон Чейні для вампірського персонажа, вплинув на розум молодого кіноглядача до такої міри, що він вбив свою дівчину незабаром після перегляду фільму. Під час судового розгляду вбивця використовував макіяж Лон Чейні як лінію захисту, але суддя йому не повірив.
- Ведучий «Chicago's Creature Features» (1970) — образ персонажа Лона Чейні.
- Однойменний готичний рок-гурт названий в честь фільму.
- Припускаючи, що авторські права ще не втратили чинність, цей фільм та всі інші фільми, створені в 1927 році, потрапляють у публічне надбання США у 2023 році.
- Персонаж Лон Чані, Людина в бобровій шапці (Man in the Beaver Hat), став настільки популярним, що було випущено кілька статуеток цього персонажа.[4]